# 구인환 (야구 선수)
구인환(1982년 1월 1일 ~ )은 전 KBO 리그 LG 트윈스의 야구 선수인 내야수이며, 1군 경기는 없었다.

## 출신학교
- 부산고등학교
- 동의대학교 (2001학번)